# Iaroslav Lebedynsky
 (mai 2019).
Iaroslav Lebedynsky, né à Paris en 1960, est un historien français, d'origine ukrainienne, spécialiste des anciennes cultures guerrières de la steppe et du Caucase auxquelles il a consacré de nombreux ouvrages. 

## Biographie
La partie ukrainienne de sa famille était originaire d'Ukraine centrale et totalement russifiée. Ceci lui permit, très jeune, d'apprendre le russe et de bien connaître la culture russe. Il découvrit plus tard son héritage culturel ukrainien. C'est en s'intéressant à l'Ukraine que Iaroslav Lebedynsky se passionna pour les anciennes cultures et les peuples nomades des steppes pontique et eurasienne. Cet engouement l'amena à l'étude scientifique de l'histoire de l'Ukraine et il découvrit ainsi la prolifération de la pseudohistoire et du protochronisme dans les sources secondaires ukrainiennes, ce qui, selon lui, « traduit un complexe d’infériorité des Ukrainiens qui, ignorant leur propre histoire ou ne voulant pas s'en contenter, échafaudent des mythes compensatoires » (mais c'est aussi le cas dans beaucoup d'autres pays dont la Russie).
Iaroslav Lebedynsky enseigne depuis 1997 l'histoire de l'Ukraine à l'Institut national des langues et civilisations orientales de Paris. Il codirige avec Lora Arys-Djanaïéva la collection d'ouvrages Voix du Caucase et dirige  la collection Présence ukrainienne Iryna Dmytrychyn (d) qu'il a créé avec Iryna Dmytrychyn aux éditions L'Harmattan. Il anime le cercle de recherches Gallia-Sarmatia qui a pour but d'étudier les traces laissées par les Sarmates et Alains en Occident.

## Publications

### Ouvrages
- Les Armes cosaques et caucasiennes, Éditions du Portail, Paris, 1990.  (ISBN 978-2865510108)
- Les Armes orientales, Éditions du Portail, Paris, 1992.  (ISBN 978-2865510153)
- Histoire des Cosaques, Terre Noire, Paris, 1995.  (ISBN 978-2911179006)
- Les Armes traditionnelles de l'Europe centrale, Éditions du Portail, Paris, 1996.  (ISBN 978-2865510290)
- Coécrit avec Vladimir Kouznetsov, Les Alains : Cavaliers des steppes, seigneurs du Caucase, Errance, Paris, 1997.  (ISBN 978-2877722957)
- Coécrit avec Vladimir Kouznetsov, Les Chrétiens disparus du Caucase, Errance, Paris, 1999.  (ISBN 978-2877721721)
- Armes et guerriers barbares, Errance, Paris, 2001.  (ISBN 978-2877721974)
- Les Scythes, Errance, Paris, 2001.  (ISBN 978-2877722155)
- Le Prince Igor : l'épopée controversée du desastre de 1185 dans les steppes d'Ukraine, L'Harmattan, Paris, 2001.  (ISBN 978-2747508698)
- Les Sarmates : Amazones et lanciers cuirassés entre Oural et Danube, Errance, Paris, 2002.  (ISBN 978-2877722353)
- Les Nomades : Les peuples nomades de la steppe des origines aux invasions mongoles, Errance, Paris, 2003.  (ISBN 978-2877723466)
- Les Cosaques : une société guerrière entre libertés et pouvoirs Ukraine 1490-1790, Errance, Paris, 2004.  (ISBN 978-2877722728)
- Les Cimmériens : Les premiers nomades des steppes européennes, Errance, Paris, 2004.  (ISBN 978-2877722889)
- Les Indo-Européens : Faits, débats, solutions, Errance, Paris, 2006 (3e éd. 2014).  (ISBN 978-2877723961)
- Les Saces : Les Scythes d'Asie, Errance, Paris, 2006.  (ISBN 978-2877723374)
- Coécrit avec Katalin Escher, Le dossier Attila, Errance, Paris, 2007.  (ISBN 978-2877723640)
- Armes et guerriers du Caucase, L'Harmattan, Paris, 2008.  (ISBN 978-2296058491)
- Ukraine, une histoire en questions, L'Harmattan, Paris, 2008. (2e éd. 2019)  (ISBN 978-2296056022)
- De l'Épée scythe au sabre mongol, Errance, Paris, 2008.  (ISBN 978-2877723756)
- Scythes, Sarmates et Slaves : L'influence des anciens nomades iranophones sur les slaves, L'Harmattan, Paris, 2009.  (ISBN 978-2296092907)
- Les Amazones, Errance, Paris, 2009.  (ISBN 978-2877724029)
- Sarmates et Alains face à Rome, Les Éditions Maison, Clermont-Ferrand, 2010.  (ISBN 978-2917575116)
- Skoropadsky et l'édification de l'État ukrainien (1918), L'Harmattan, Paris, 2010.  (ISBN 978-2296111066)
- La « Constitution » ukrainienne de 1710, L'Harmattan, Paris, 2010.  (ISBN 978-2296122765)
- La Campagne d'Attila en Gaule, LEMME edit, Clermont-Ferrand, 2011.  (ISBN 978-2917575215)
- Les Tamgas : une « héraldique » de la steppe, Errance, Paris, 2011.  (ISBN 978-2877724654)
- Sur les traces des Alains et Sarmates en Gaule : Du Caucase à la Gaule, L'Harmattan, Paris, 2011.  (ISBN 978-2296556126)
- Les Seigneurs de la steppe, Archéologie Nouvelle, Lacapelle-Marival, 2012.  (ISBN 978-2953397369)
- La Grande Invasion des Gaules, LEMME edit, Clermont-Ferrand, 2012.  (ISBN 978-2917575307)
- La Horde d'Or : Conquête mongole et « Joug Tatar » en Europe (1236-1502), Errance, Arles/Paris, 2013.  (ISBN 978-2877725408)
- La Crimée, des Taures aux Tatars, L'Harmattan, Paris, 2014  (ISBN 978-2343027951)
- Les mystères de la steppe, Lemme Edit, Chamalières, 2015  (ISBN 978-2917575550)
- Les États ukrainiens 1917-1922 : La première indépendance et son héritage, L'Harmattan, Paris, 2015  (ISBN 978-2343075914)
- Les guerres d'indépendance de l'Ukraine 1917-1921, Lemme-Edit, Chamalières, 2016  (ISBN 978-2917575642)
- La conquête russe du Caucase 1774-1864, Lemme-Edit, Chamalières, 2018  (ISBN 978-2917575710)
- Huns d'Europe, Huns d'Asie, Errance, Arles, 2018  (ISBN 978-2877726306)
- L'énigme des « Tcherkasses », L'Harmattan, Paris, 2018  (ISBN 978-2343158754)
- Nouvelles recherches sur les armes traditionnelles du Caucase, L'Harmattan, Paris, 2020.
- Les noms de l'Ukraine à travers l'histoire, L'Harmattan, Paris, 2021.
- Les derniers des Goths, Errance, 2022.
- Le grand réveil mongol : Entre Chine et Russie (1911-1921), Lemme Edit, 2023.
- Akinakès : Une histoire des épées divines en Eurasie, Lemme Edit, 2024.

### Contribution
Iaroslav Lebedynsky a également apporté différentes contributions, des traductions (Temoignages anciens sur les Tcherkesses, L'Harmattan, Paris, 2009. Avec Lora Arys-Djanaïéva Contes populaires Ossètes, L'Harmattan, Paris, 2010), des présentations et notes d'accompagnement à la suite de la réédition d'anciens ouvrages (publication originale de 1869, Alexandre II, La collection d'armes de l'empereur de Russie, Édition du Portail, Paris, 1993. Publication originale de 1651, Guillaume le Vasseur de Beauplan, Description d'Ukranie, L'Harmattan, Paris, 2002).
Il participe également à un documentaire télévisé en 2023  Amazones, femmes guerrières de l'Antiquité .